# Alice Darfeuille
Alice Darfeuille est une journaliste française, née le 21 mars 1983 à Bordeaux.
Elle travaille pour BFM TV depuis fin 2018.

## Biographie
Alice Darfeuille naît à Bordeaux (Gironde) en 1983,. Titulaire d'un baccalauréat littéraire, elle s'inscrit à l'institut d'études politiques de Paris mais échoue au concours d'entrée. Elle intègre alors l'école supérieure de journalisme de Paris d'où elle sort diplômée en 2005, puis part pour l'Australie où elle obtient un diplôme en relations internationales à l'université de Sydney en 2007,.
Rentrée en France, elle effectue son premier stage sur I-Télé en tant qu'assistante d'Olivier Benkemoun et de Valentine Desjeunes, puis travaille à la programmation des invités. En 2009, elle devient rédactrice pour Arrêt sur info et Coup de com, émissions politiques de Laurent Bazin. Elle présente ensuite le JT Décalé, puis est chroniqueuse dans Le Point sur l'info de Thierry Dugeon. Elle remplace également Louis Bodin à la météo, à la suite de son départ pour TF1.
En 2010, Alice Darfeuille devient pigiste pour différents médias comme France 24, TV5 Monde, BFM TV ou encore i>Télé, avant d'être réembauchée sur cette dernière chaîne par le directeur adjoint, Olivier Ravanello. À l'été 2010 et 2012, elle officie dans La Matinale de l'Info avec respectivement Guillaume Daret, puis Guillaume Auda.
En septembre 2012, elle présente L'Édition permanente du week-end entre 11 h et 20 h, avec Patrice Boisfer et Soizic Boisard. À la rentrée 2013, elle anime Intégrale week-end aux côtés de Antoine Genton entre 18 h et minuit, puis est nommée joker à la présentation des journaux de la matinale Team Toussaint de Bruce Toussaint. En mai 2015, elle devient titulaire à ce poste en prenant la succession d'Amandine Bégot, partie en congé de maternité.
À partir de septembre 2016, Alice Darfeuille est chroniqueuse dans Le Grand Journal de Victor Robert sur Canal+. L'émission s'arrête en mars 2017.
À partir de septembre 2017, elle présente les journaux télévisés de L'Info du vrai, nouvelle émission d'Yves Calvi toujours diffusée sur Canal+,,.
Le 6 août 2018, ayant quitté Canal+, elle entre en fonction à Europe 1 pour présenter la revue de presse dans la matinale estivale.
En décembre 2018, elle rejoint BFM TV pour notamment assurer des remplacements pendant la période des fêtes.
À la rentrée 2019, elle est titularisée en semaine à la présentation du Midi-15h aux côtés de Damien Gourlet.
À la rentrée 2020, elle échange sa place de coprésentatrice de la tranche 12 h - 15 h avec Céline Pitelet et prend ainsi les commandes de Week-end Direct du vendredi au dimanche. Elle présente également les journaux de l’émission de fin de journée BFMTVSD du vendredi au dimanche (émission étant présentée par Jean-Baptiste Boursier).
Le 2 novembre 2023, on apprend qu'elle coprésentera Le 20 h de Ruquier, à partir de janvier 2024, puis le 60 minutes du lundi au jeudi de 21h à 22h, mais finalement, à la suite du départ de Laurent Ruquier, elle présente le 90 minutes du lundi au jeudi de 20h30 à 22h.
À la rentrée 2024, on apprend qu'elle coprésentera Liberté, égalité, Brunet ! mais quelque semaines après le lancement nous apprenons qu'elle ne présente plus l'émission, mais elle serait à la tête du 20H BFM le nouveau rendez-vous de BFM TV qui a débuté le 6 janvier 2025 toujours sur la tranche du 20h-22h, elle serait à la présentation du vendredi au dimanche et son collègue Maxime Switek du lundi au jeudi.

## Filmographie

### Internet
- 2016 : Mes chers contemporains (web-série, épisode Les flics) : elle-même.